# Jan Krysiński (profesor)
Jan Eugeniusz Krysiński (ur. 29 sierpnia 1935 w Warszawie, zm. 19 lutego 2025) – polski naukowiec specjalizujący się w mechanice płynów i badaniach maszyn przepływowych, profesor nauk technicznych, rektor Politechniki Łódzkiej (1990–1996 i 2002–2008).

## Życiorys
Uczył się w Prywatnym Gimnazjum Męskim Aleksego Zimowskiego w Łodzi, maturę zdał w III Liceum Ogólnokształcącym im. Tadeusza Kościuszki w Łodzi. W 1957 ukończył studia na Politechnice Łódzkiej, na której podjął następnie pracę naukową. Doktorat obronił w 1965, a habilitację uzyskał w 1975. W 1980 otrzymał tytuł profesora w zakresie nauk technicznych. Był zawodowo związany z macierzystą uczelnią. W 1991 objął stanowisko profesora zwyczajnego. W latach 1987–1990 był dziekanem Wydziału Mechanicznego. Przez cztery kadencje sprawował funkcję rektora politechniki (w latach 1990–1996 i 2002–2008).
Specjalizował się w badaniach turbin, łożysk gazowych, energii odnawialnej, opublikował ponad 80 prac naukowych.
W 2009 w wyborach do Parlamentu Europejskiego bez powodzenia ubiegał się o mandat deputowanego z ramienia Platformy Obywatelskiej w okręgu łódzkim.
Był ojcem konstruktora Tomasza Krysińskiego.
28 lutego 2025 został pochowany w alei zasłużonych na cmentarzu Doły w Łodzi (kw. XXXII/29/8).

## Odznaczenia i wyróżnienia
Odznaczony m.in. Krzyżem Kawalerskim (1980), Komandorskim (1995) i Komandorskim z Gwiazdą (2005) Orderu Odrodzenia Polski, Medalem Komisji Edukacji Narodowej, papieskim krzyżem „Pro Ecclesia et Pontifice”, francuskimi Krzyżami Kawalerskimi Orderu Palm Akademickich (1995) i Legii Honorowej (2005), a także krzyżem oficerskim Orderu Zasługi (2012).
Uhonorowany tytułami doktora honoris causa University of Strathclyde w Glasgow (1992), Państwowego Uniwersytetu Politechnicznego w Sankt Petersburgu (2004), Université Lyon III (2004), Coventry University (2005), Akademii Techniczno-Humanistycznej w Bielsku-Białej (2005) i Politechniki Łódzkiej (2012).
W 1997 został laureatem Nagrody Miasta Łodzi. W 2013 otrzymał tytuł honorowego obywatela Łodzi. W 2023 został wyróżniony jubileuszowym medalem na 600-lecie Łodzi.

## Wybrane publikacje
- Jan Krysiński (współautor), Poradnik inżyniera mechanika, Wydawnictwa Naukowo-Techniczne, Warszawa 1969.
- Jan Krysiński (współautor), Łożyskowanie gazowe i napędy mikroturbinowe, Wydawnictwa Naukowo-Techniczne, Warszawa 1981.
- Jan Krysiński, Turbomachines – théorie générale. Of. des Publications Universitaires, Office des publications universitaires, Algier 1986.